# Bartholomäus Brötzner (Ringer, 1928)
Bartholomäus „Bartl“ Brötzner (* 13. Februar 1928 in Wals, heute Wals-Siezenheim; † 12. September 2015) war ein österreichischer Ringer.

## Laufbahn
Bartl Brötzner kam 1947 als 19-Jähriger auf Umwegen zum Ringsport. Als er hörte, dass sich in Salzburg ein Box-Club gegründet hatte, beabsichtigte er diesem beizutreten. Während des Probetrainings absolvierten in derselben Halle auch die Ringer des Salzburger AK 1914 ihr Training, worauf der junge Walser kurzerhand den Boxring gegen die Matte tauschte und damit seine Karriere als einer der besten Ringer Österreichs startete.
Als ein paar Jahre später der SAK 1914 seine Sektion der Ringer auflöste und Matthias „Hias“ Berger den Athletic Club Wals begründete, wechselte Brötzner gemeinsam mit seinen ebenfalls ringenden Brüdern zum neuen Verein seines Heimatortes. Dort avancierte er, trotz schlechtester Trainingsbedingungen – die Sportler mussten sich beispielsweise die Matten in einem Gasthausstüberl mit den dort verweilenden Haustieren teilen und vor Gebrauch erst reinigen – bald zu dessen erstem Aushängeschild.
Brötzner nahm insgesamt an drei Olympischen Spielen (1952, 1956 und 1960) teil und erreichte mit den Plätzen vier und fünf ausgezeichnete Resultate. Während seiner Karriere gewann er zehn Mal die Österreichische Meisterschaft im Einzel und stand neun Mal in der Meisterstaffel des AC Wals, wobei die Titelkämpfe damals teilweise sogar in der Felsenreitschule und dem Salzburger Festspielhaus stattfanden.
Mit dem Athletic Club Bad Reichenhall gewann er 1950 gemeinsam mit Josef Paar, Peter Enzinger und Paul Böhmer die deutsche Mannschaftsmeisterschaft gegen Viktoria Eckenheim. Insgesamt bestritt Bartl Brötzner bis zu seinem Karriereende im Jahr 1960 rund 500 Kämpfe.
Als Senior betätigte er sich in späteren Jahren als „Kameramann“ und filmte etliche Kämpfe seiner Nachfolger beim AC Wals, womit er mit seinen Aufzeichnungen zugleich eine wertvolle Dokumentation für den Verein anfertigte.

## Erfolge
- 3 Teilnahmen an Olympischen Spielen: 1952 (5. Platz), 1956 (4. Platz) und 1960 (Vorrunde)
- 10 × Österreichischer Meister (Einzel)
- 9 × Österreichischer Mannschaftsmeister mit dem AC Wals
- 1 × Deutscher Mannschaftsmeister mit dem AC Bad Reichenhall

## Quelle
- Joachim Glaser: Salzburger Sportler. Verlag Anton Pustet, Salzburg 2001, ISBN 3-7025-0426-5